# Anouk
Anouk Stotijn-Teeuwe (n. 8 aprilie, 1975) este o cântăreață de origine neerlandeză. Ea și-a început cariera în anul 1997. De atunci ea a lansat șapte albume. Materialele sale discografice s-au comercializat în peste un milion de exemplare numai în țara sa natală.

## Biografie

### Primii ani
Anouk Stotijn-Teeuwe s-a născut la data de 8 aprilie, 1975 în Haga. Ea a crescut într-o familie cu tradiție în muzică, mama sa fiind cântăreață într-o formație locală de blues.
Datorită comportamentului său, ea a fost înscrisă într-o centru de plasament.
După absolvirea liceului, la vârsta de optsprezece ani, Anouk s-a alăturat unui grup muzical de R&B, alături de care a cântat pentru foarte puțin timp, din cauza faptului că și-a dorit să îți continue studiile. La vârsta de nouăsprezece ani, interpreta a început să frecventeze Academia de muzică din Rotterdam, dar după doi ani de studii a renunțat.
În anul 1995, Anouk a fondat propria sa formație, numită Shotgun Wedding, alături de care a cântat în cadrul unor petreceri și nunți locale. Interpreta a avut norocul să cânte alături de Barry Hay, solist al trupei Golden Earring. Hay a fost impresionat de calitățile vocale ale lui Anouk și s-a oferit să producă câteva melodii pentru aceasta. Un alt membru al trupei Golden Earring, George Kooymans, a ajutat și el la producerea pieselor. Single-ul Mood Indigo a fost lansat în Olanda în anul 1996, sub reprezentarea casei de înregistrări Dino Records, dar a eșuat în încercarea de a promova în clasamentele de specialitate.

### 1997 - 2000: Primele succese
Together Alone

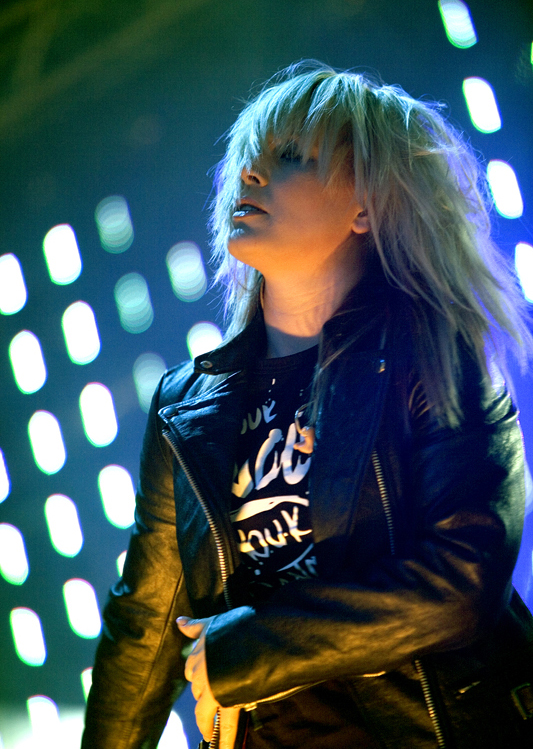
Anouk la Dauwpop în 2006

După ce Anouk l-a întâlnit pe Bart van Veen, care avea să o ajute să scrie majoritatea pieselor sale, cei doi au început să compună câteva melodii. La data de 5 septembrie a anului 1997 a început comercializarea celui de-al doilea single din cariera interpretei. Intitulat Nobody's Wife, acesta a devenit rapid un hit în Olanda, Suedia și Norvegia, unde a obținut poziții foarte bune în clasamentele de specialitate. Într-un interviu acordat la acea perioadă, Anouk a declarat 
„"Totul decurge atât de repede acum. La numai două zile de la lansare, single-ul meu este difuzat de toate stațiile radio majore! E magnific! Totuși, eu nu am scris melodia „Nobody's Wife" pentru a o include pe un album. Dar, acum, datorită succesului dobândit va trebui să o introduc pe un album."”
La o lună după lansarea primului single, Nobody's Wife, a început comercializarea albumului de debut al lui Anouk. Intitulat Together Alone, materialul discografic conține unsprezece piese ale căror stil muzical variază de la Pop (Sacrifice) la Rock alternativ (Nobody's Wife).
Albumul a fost foarte apreciat de către critici, care au lăudat abilitățile vocale ale interpretei și capacitatea de adaptare la diferite genuri muzicale. Oliver Sampson a menționat:
„Anouk are o voce puternică dar foarte melodică care te face să nu răsufli când asculți acest album. Melodiile sunt bine artizanate iar materialul discografic este de asemenea bine produs. Toate aceste lucruri fac albumul plăcut la ascultare.”
De pe albumul Together Alone au mai fost extrase două discuri single: It's So Hard și Sacrifice. Acestea nu au dobândit succesul melodiei Nobody's Wife, dar au promovat foarte bine în clasamentele de specialitate din Olanda, Sacrifice de venind un hit de top10.
Together Alone a obținut de patru ori discul de platină pentru cele 350,000 de exemplare comercializate în țara natală a artistei.
În anul 1998, Anouk a câștigat două premii acordate de postul televizat TMF și premiul Edison. 
De-a lungul anului 1998, interpreta a concertat și a participat la câteva festivale muzicale precum Pinkpop sau Parkpop.
Urban Solitude

### 2013 - Eurovision

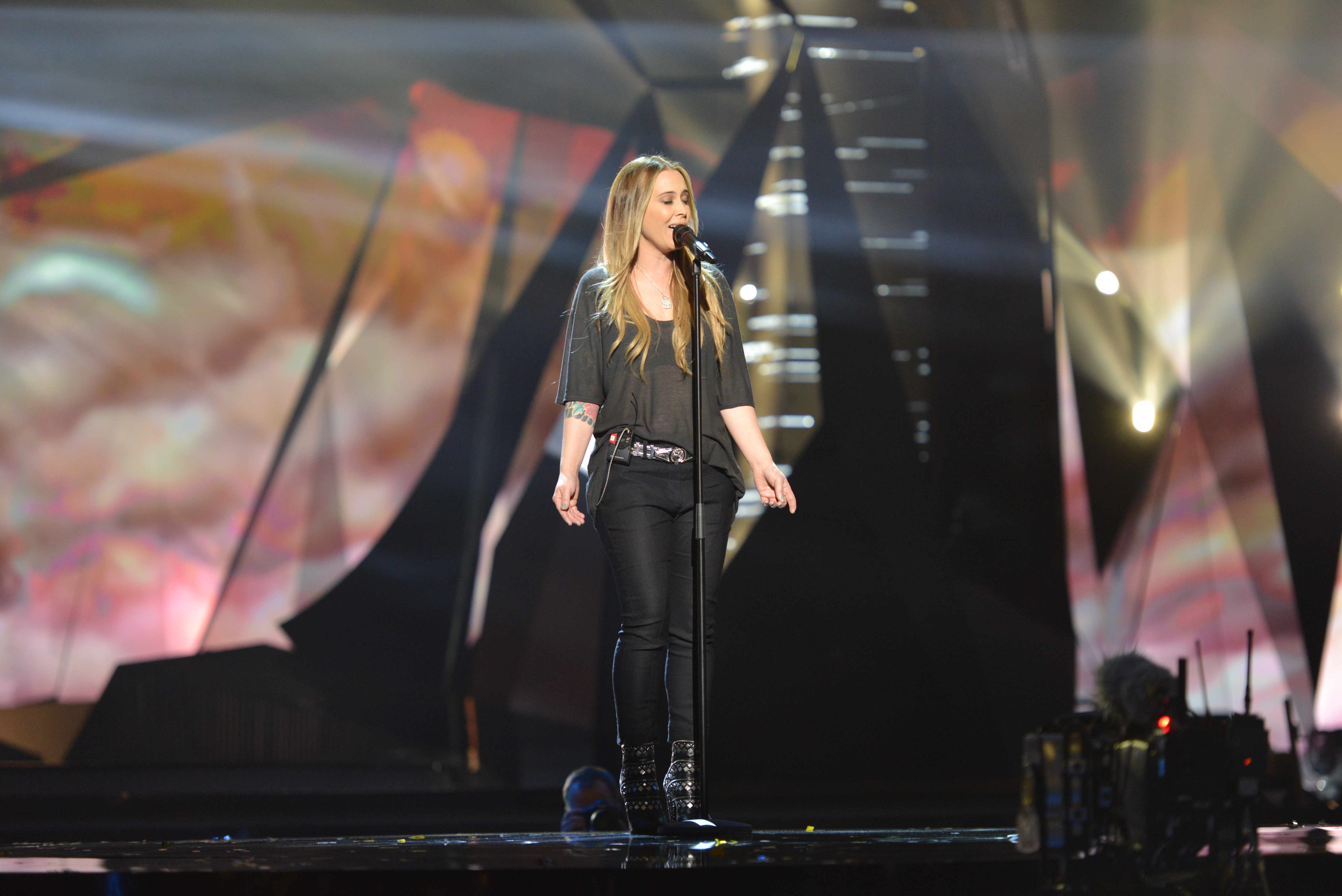
Anouk la Eurovision 2013

A reprezentat Olanda cu piesa Birds, aceasta clasându-se în finală pe locul al nouălea, cea mai bună performanță a Olandei din ultimii 14 ani și pentru prima dată în nouă ani când Olanda s-a calificat în finala concursului.

## Discografie

### Albume
- Together Alone
- Urban Solitude
- Lost Tracks
- Graduated Fool
- Update
- Hotel New York
- Anouk Is Alive
- Who's Your Momma
- Live at GelreDome
- For Bitter Or Worse
- To Get Her Together